# Entbindungsheim für Ostarbeiterinnen

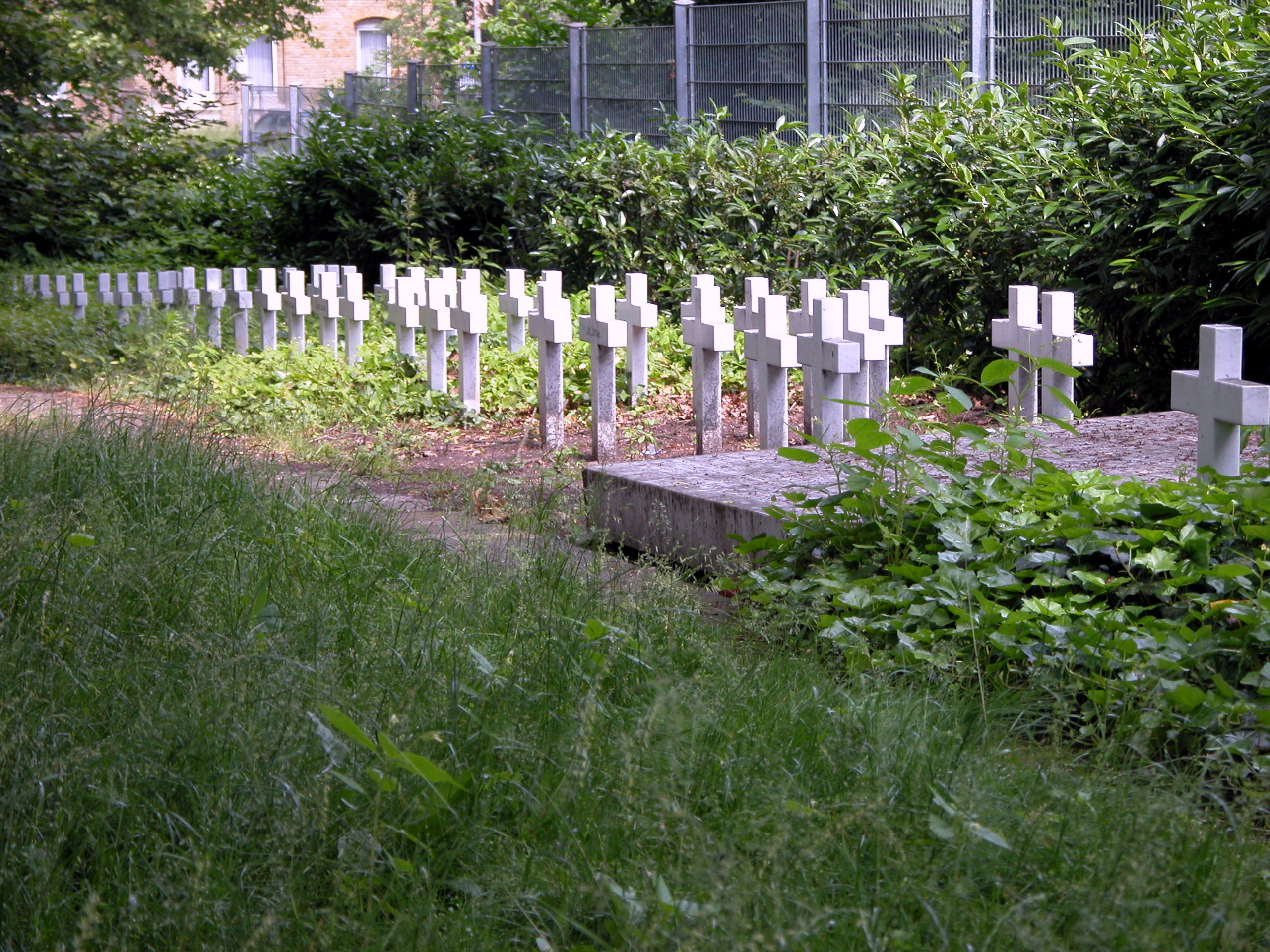
Gedenkstätte Friedhof Hochstraße: Kreuze für die ermordeten polnischen Säuglinge

Das Entbindungsheim für Ostarbeiterinnen in der Broitzemer Straße 200 in Braunschweig existierte vom 10. Mai 1943 bis zum 12. April 1945, dem Tag der Übergabe der Stadt Braunschweig an die 30. US-Infanteriedivision der 9. US-Armee. Einziger Zweck dieses „Entbindungsheims“ war die schnellstmögliche Wiederherstellung der Arbeitskraft der osteuropäischen Zwangsarbeiterinnen nach der Geburt und deren Rückführung in die Arbeitsabläufe der Fabriken. Die Frauen mussten spätestens acht Tage nach der Geburt das Lager wieder verlassen haben, um wieder zu arbeiten und mussten in den meisten Fällen ihre Kinder im Entbindungsheim zurücklassen. Etwa 36 % der Neugeborenen starben nach kurzer Zeit aufgrund Vernachlässigung durch das (medizinische) Lagerpersonal sowie durch die dort herrschenden sehr schlechten hygienischen Verhältnisse.

## Geschichte

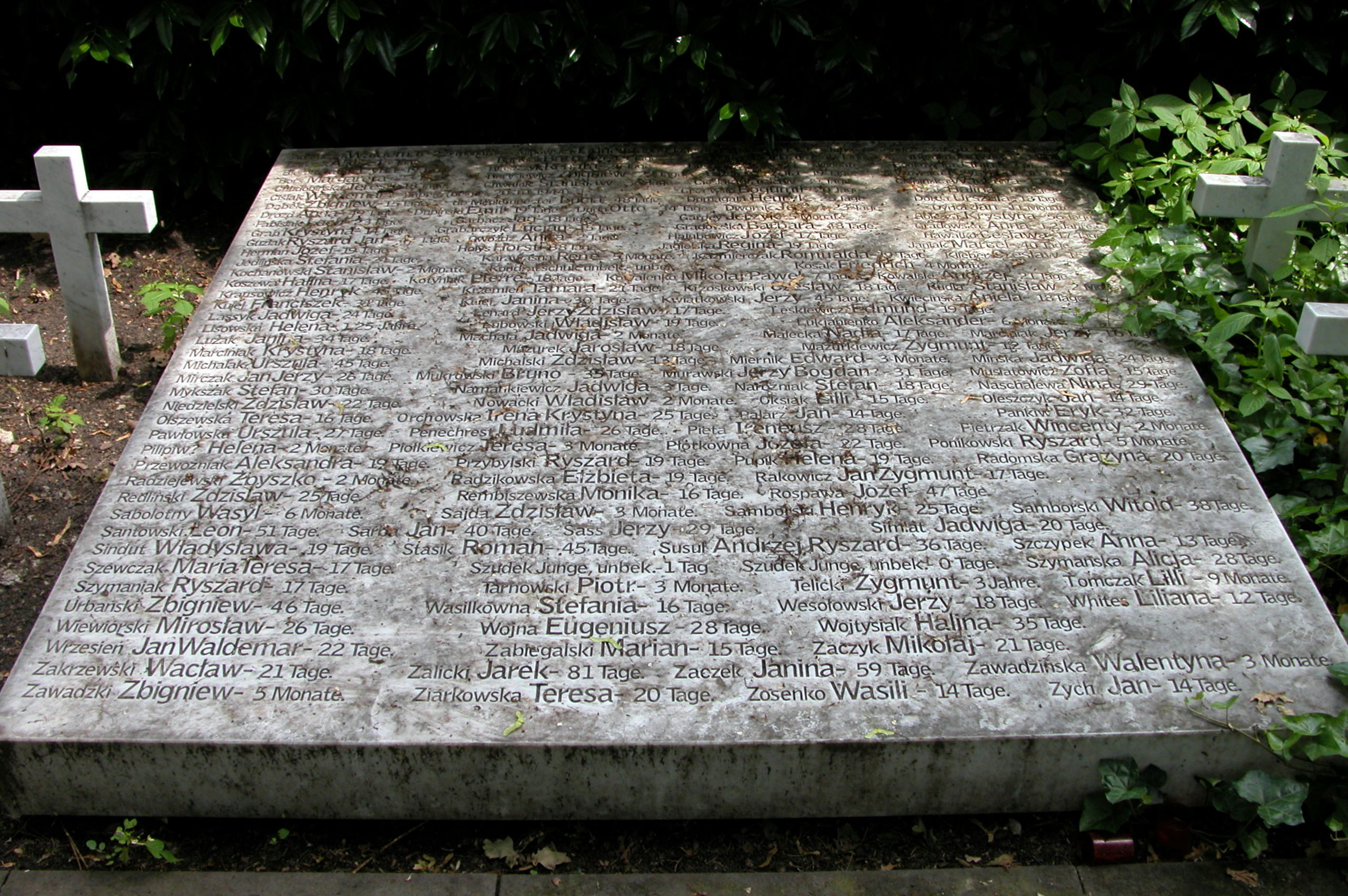
Grabplatte mit den Namen der ermordeten polnischen Säuglinge auf dem Friedhof Hochstraße

Am 16. April 1943 fand in der Wirtschaftskammer eine Sitzung statt, die sich mit der Errichtung eines „Entbindungsheims für Ostarbeiterinnen“ befasste. Die AOK, die schon ein „Russenkrankenhaus“ eingerichtet hatte, übernahm die Trägerschaft für das Entbindungsheim.
Das „Heim“ wurde in einer bestehenden Baracke auf dem Gelände der Aktien-Ziegelei Braunschweig, fast direkt gegenüber der 1929 eingeweihten ersten Jugendherberge der Stadt Braunschweig eingerichtet und am 10. Mai 1943 eröffnet. Die Frauen blieben nach der Entbindung acht Tage dort und wurden dann von ihren Kindern, die dort blieben, getrennt. In das Heim wurden auch Kleinkinder aufgenommen, die von Entbindungen an anderen Orten in Braunschweig stammten. Das Haus war mit etwa 25–30 Schwangeren oder  Frauen belegt, die gerade entbunden hatten. Es hatte drei Zimmer, eins für Wöchnerinnen, das zweite für die Neugeborenen und das dritte für die etwas älteren Kinder. Kranke und gesunde Kinder blieben zusammen. Mitte Mai wurden die ersten Kinder geboren und wenige Wochen später starben die ersten.
Zum Jahreswechsel 1943/1944 führte eine ansteckende Darmerkrankung zu einer Kontrollvisite eines deutschen Arztes, ohne dass sich die Verhältnisse änderten oder das Sterben aufhörte. Das Gesundheitsamt stellte einmal eine „Hospitalfieberepidemie“ fest. Im Frühjahr wurde vom Leiter des Braunschweiger Kinderkrankenhauses eine Ernährungsstörung festgestellt. Das Erscheinungsbild der Kinder war bestimmt durch Erbrechen, Durchfall und Hauterkrankungen. Trotz des Massensterbens kam es vor, dass entlassene Kinder wieder aufgenommen wurden. So im Juni 1944; zu der Zeit herrschten dort „katastrophale Zustände“. Toiletten und Waschräume waren „verdreckt und mit völlig verschmutzten Decken und Binden übersät. Maden krochen herum und drei Leichen von Kindern befanden sich im Baderaum.“

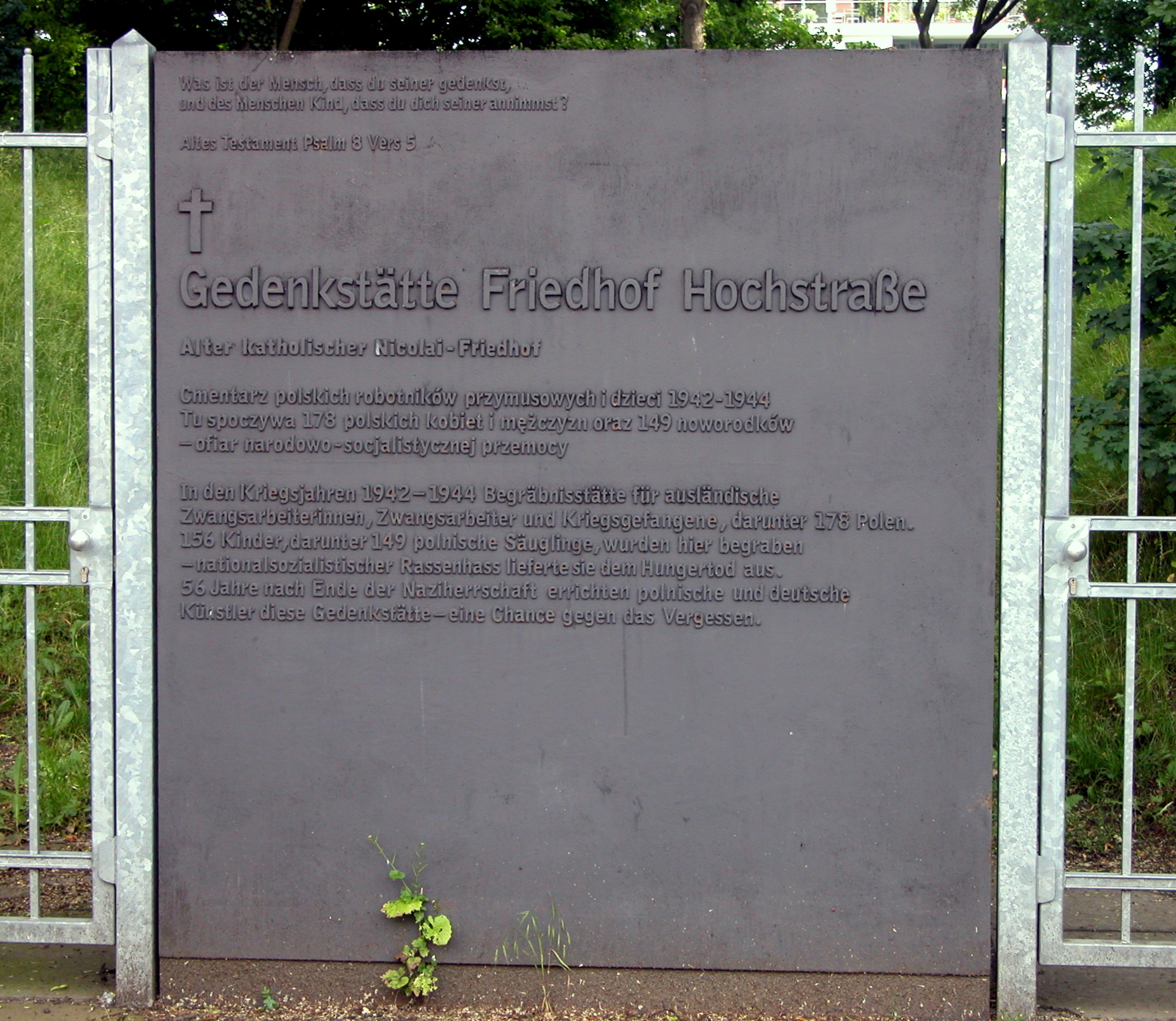
Eingang zur Gedenkstätte Hochstraße

Die geringe Überlebenszeit und die Zustände waren den Frauen größtenteils bekannt. Sie weigerten sich, die Kinder herauszugeben oder versuchten, sie in dem Lager zu verstecken, in dem sie inhaftiert waren. Manche brachen in das Heim ein, um ihre Kinder zurückzubekommen. Es starben etwa 360 Säuglinge. Die genauen Zahlen der Toten sind widersprüchlich. Am 27. Juni 1944 wurde das „Heim“ von der Gesellschaft „Gemeinschaftslager der Braunschweiger Industrie“ übernommen.
Braunschweig, eines der Rüstungszentren des Reiches, wurde ab Februar 1944 systematisch bombardiert. Am 15. März 1944 wurde das Ziegeleigebäude in unmittelbarer Nachbarschaft des „Entbindungsheims“ zerstört. Die Entbindungsbaracke wurde dabei nicht getroffen.
Waren Säuglinge gestorben – oft schon nach drei bis vier Wochen – so wurden sie zunächst „gesammelt“. Die Leichname russischer Kinder wurden sofort verbrannt, die polnischer Kinder wurden in 10-kg-Margarine-Kartons auf dem Friedhof Hochstraße beerdigt, wo sich heute 149 von ihnen befinden.
Der Friedhof ist seit 2001 eine Gedenkstätte.